# Ben Zion Shenker
Ben Zion Shenker (12 mai 1925, New York - 20 novembre 2016, New York) est un musicien, compositeur américain hassidique dont les mélodies sont chantées depuis des décennies à travers le monde.

## Éléments biographiques
Ben Zion Shenker est né le 12 mai 1925, à Williamsburg, Brooklyn, New York,,,, , .
Il est décédé à New York, le dimanche 20 novembre 2016 et enterré le même jour à Dean, au New Jersey.

### Compositeur
Ben Zion Shenker compose plus de 500 mélodies.